# Giuseppe Saragat
Giuseppe Efisio Giovanni Saragat (pronuncia italiana: /ˈsaraɡat/; Torino, 19 settembre 1898 – Roma, 11 giugno 1988) è stato un politico e diplomatico italiano, quinto Presidente della Repubblica Italiana dal 1964 al 1971 e primo socialdemocratico a ricoprire tale carica.
Protagonista della storia italiana del secondo dopoguerra, leader storico della famiglia socialista e, in particolare, del Partito Socialista Democratico Italiano, Saragat fu anche Presidente dell'Assemblea Costituente, più volte vicepresidente del Consiglio dei Ministri e Ministro degli affari esteri, nonché  ambasciatore a Parigi.
Come Capo dello Stato ha conferito l'incarico a quattro Presidenti del Consiglio dei ministri: Aldo Moro (del quale ha respinto le dimissioni di cortesia presentate nel 1964), Giovanni Leone (1968), Mariano Rumor (1968-1970) ed Emilio Colombo (1970-1972); ha nominato quattro senatori a vita (Vittorio Valletta nel 1966, Giovanni Leone ed Eugenio Montale nel 1967 e Pietro Nenni nel 1970) e tre giudici della Corte costituzionale (Luigi Oggioni nel 1966, Vezio Crisafulli nel 1968 e Paolo Rossi nel 1969).

## Biografia

### Giovinezza e studi
Nacque a Torino da Giovanni Saragat e da Ernestina Stratta. Il padre era un avvocato di Sanluri di ascendenze galluresi, precisamente di Tempio Pausania (il cognome originario era Saragattu-Mulinas, da qui la pronuncia «etimologica» Saragàt che tuttavia non si è affermata) che si era trasferito nella città sabauda nel 1882. 
Era secondo di tre fratelli, preceduto da Eugenio detto Ennio (1897-1929) e seguito da Pietro (1899-1938). Ai figli il padre aveva trasmesso le sue idee liberali, nonché la passione per la montagna (il primogenito morì prematuramente in un incidente alpinistico). Dopo aver frequentato la scuola elementare "Pacchiotti", entrò all'istituto "Sommeiller", uscendovi nel 1915 con il diploma in ragioneria. Nel 1916 fu richiamato alle armi e prese parte alla prima guerra mondiale come tenente di artiglieria; combatté sul Carso e ottenne una croce di guerra.
Congedato, il 17 luglio 1920 conseguì la laurea in scienze economiche e commerciali, presentando una tesi sul porto di Rotterdam. Il 2 novembre successivo fu assunto alla Banca Commerciale Italiana come contabile. Alla professione forense alternava quelle di poligrafo e di giornalista, scrivendo articoli di cronaca giudiziaria per la Gazzetta Piemontese. La madre era figlia di un rinomato pasticcere.

### Esordi in politica
Nel 1922 aderì al socialismo, non tanto per vocazione ideologica, quanto per solidarietà nei confronti della gente povera, ovvero quel proletariato che andava organizzandosi, oppresso dai "figli di papà" come ebbe a dire lui stesso.
Socialista del filone riformista e umanitario, si nutrì della cultura politica di Filippo Turati, divenendo così esponente di primo piano del Partito Socialista Unitario, nato il 4 ottobre 1922 dalla espulsione dei gradualisti turatiani dal PSI e di cui era segretario Giacomo Matteotti.
Il PSU fu uno dei partiti più perseguitati d'Italia all'epoca del regime fascista. Dopo l'uccisione del suo segretario Matteotti (10 giugno 1924), fu il primo a essere sciolto, il 14 novembre 1925, a causa del fallito attentato a Mussolini del suo iscritto Tito Zaniboni, avvenuto il 4 novembre.
Il 26 novembre 1925 si costituì un triumvirato, composto da Saragat, Claudio Treves e Carlo Rosselli, che il 29 novembre ricostituirono clandestinamente il PSU come Partito Socialista dei Lavoratori Italiani (PSLI).

### Esilio
Dopo l'approvazione delle leggi eccezionali che instaurarono la dittatura fascista in Italia, Saragat scelse di andare in esilio, valicando il confine con la Svizzera, in compagnia dell'amico Treves, nella notte tra il 19 e il 20 novembre 1926, per poi trovare rifugio in Austria. A Vienna entrò in contatto con alcuni autorevoli esponenti dell'austromarxismo, che teorizzavano la conciliabilità del pensiero di Marx con la socialdemocrazia (in particolare Karl Renner e Otto Bauer) e, più in generale, con personalità della socialdemocrazia mitteleuropea che influenzarono la sua formazione intellettuale.
Il 12 dicembre 1926 l'anziano Filippo Turati, pur essendo privato del passaporto, riuscì a fuggire in Corsica insieme con Sandro Pertini, con un motoscafo guidato da Italo Oxilia. Turati e Pertini si stabilirono a Parigi, dove furono presto raggiunti da Treves e, nel 1929, anche da Saragat.
In Francia, per sbarcare il lunario, Saragat svolse il mestiere di rappresentante di vini. Contemporaneamente, strinse con il socialista Pietro Nenni un'alleanza politica che portò, il 19 luglio 1930, al rientro del PSULI di Turati nel Partito Socialista Italiano (Parigi, XXI Congresso del PSI). Nacque allora il controverso rapporto tra i due, che sarebbero diventati i  principali esponenti del socialismo italiano, a volte denominati "i cari nemici" o "gli amici-rivali"..

### Durante la Resistenza
Saragat rientrò in Italia all'indomani della caduta del fascismo nel luglio 1943, venendo tuttavia arrestato alla frontiera di Bardonecchia perché figurava ancora nell'elenco dei sovversivi. Ma pochi giorni Pietro Badoglio liberò i prigionieri politici e Saragat poté recarsi a Roma dove, il 25 agosto, prese parte alla prima direzione che sancì la ricostituzione del Partito Socialista Italiano in Italia (col nome di PSIUP); fu eletto alla nuova direzione del partito e nominato direttore dell'Avanti!.
Con l'occupazione tedesca di Roma, Saragat entrò nella Resistenza. Il 28 settembre, con Nenni e Pertini, rinnovò il patto di unità d'azione tra PSI e PCI. Il 18 ottobre, sempre insieme a Pertini, fu arrestato dalle autorità tedesche e venne rinchiuso nel carcere di Regina Coeli (Roma), prima nel VI braccio (politici), poi nel III (condannati a morte).
Riuscì a evadere il 24 gennaio 1944, grazie a un gruppo di partigiani che falsificarono un ordine di scarcerazione. L'azione, dai connotati rocamboleschi, fu organizzata da Giuliano Vassalli (che aveva lavorato come avvocato presso il tribunale militare italiano, trafugando timbri e carte intestate), con l'aiuto di altri partigiani socialisti delle Brigate Matteotti, tra cui Francesco Malfatti di Montetretto, Giuseppe Gracceva, Massimo Severo Giannini, Filippo Lupis, Ugo Gala e il medico del carcere Alfredo Monaco. Saragat e Pertini furono dapprima fatti passare dal "braccio" tedesco del carcere a quello italiano e quindi i partigiani presentarono ordini di scarcerazione falsi, redatti dallo stesso Vassalli, per la loro liberazione. A conferma dell'ordine arrivò anche una falsa telefonata dalla questura, fatta da Marcella Ficca, moglie di Alfredo Monaco.
I due politici socialisti furono dunque scarcerati insieme a Luigi Andreoni, anziano padre dell'altro vice-segretario del PSIUP Carlo (poi leader di un'altra formazione socialista rivoluzionaria denominata Unione Spartaco) e a quattro ufficiali del Fronte Militare Clandestino, prelevati da partigiani travestiti da militari.
Saragat riprese quindi a lavorare clandestinamente alla direzione dell'Avanti!, nascondendosi in casa di Giovanni Salvatori, che poi fu trucidato nell'eccidio delle Fosse Ardeatine.  Fu ministro senza portafoglio da giugno al dicembre 1944 durante il governo Bonomi II. Successivamente si trasferì a Milano, dove lavorò per il Partito socialista.

### Dopoguerra

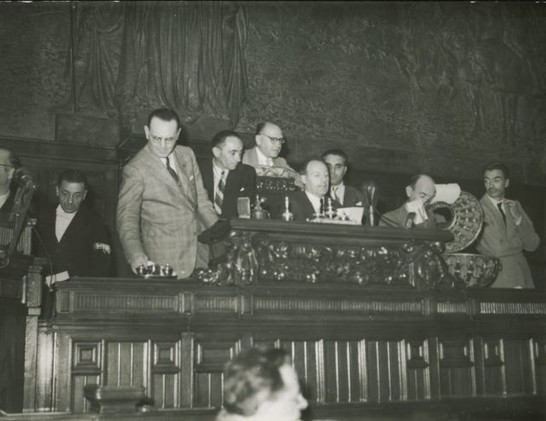
Giuseppe Saragat che presiede la prima seduta dell'Assemblea Costituente (25 giugno 1946)

Dall’aprile 1945 al marzo 1946 Saragat fu ambasciatore d'Italia a Parigi. Alle elezioni politiche del 1946 venne eletto deputato all'Assemblea Costituente per il Partito Socialista Italiano di Unità Proletaria e, con la nascita della Repubblica Italiana, il 25 giugno 1946 ne divenne presidente sino al febbraio 1947..
(Giuseppe Saragat, Discorso all'Assemblea costituente, 6 marzo 1947)
Contrario al proseguimento dell'alleanza dei socialisti con il Partito Comunista Italiano, nel gennaio 1947 fu promotore della scissione di palazzo Barberini, dalla quale ebbe origine il Partito Socialista dei Lavoratori Italiani (PSLI). Poche settimane dopo Alcide De Gasperi ruppe l'accordo con i socialisti "nenniani" e i comunisti. Il PSLI entrò poi nella coalizione centrista dei governi De Gasperi e Saragat fu più volte vicepresidente del Consiglio.
Alle elezioni politiche del 1948 si presentò contro il Fronte Democratico Popolare, l'alleanza social-comunista in cui militava anche il "caro nemico" Nenni. In quelle consultazioni il suo cartello politico, denominato per l'occasione Unità Socialista, ottenne poco più del 7% dei voti alla Camera dei deputati e circa il 4,1% al Senato della Repubblica, ottenendo 43 seggi in totale nel Parlamento italiano.
Durante la campagna elettorale e nei mesi successivi alle elezioni il Fronte gli rimproverò l'alleanza con la Democrazia Cristiana, usando contro Saragat alcune espressioni politicamente denigratorie quali "social-fascista", "social-traditore" e "rinnegato".
L'accusa di tradimento gli fu rivolta anche durante la seduta della Camera del 14 luglio 1948, successiva all'attentato al segretario del PCI Palmiro Togliatti, allorché il deputato comunista Gian Carlo Pajetta si rivolse a lui esordendo con le parole: «E lei, onorevole Saragat, e tu, traditore del socialismo, tu traditore...».
La fedeltà del PSLI alla linea politica di Saragat, tuttavia, non fu mai totale. Ciò si vide alla vigilia del voto per l'adesione dell'Italia al Patto Atlantico (1949), di cui Saragat era un convinto assertore. All'interno del partito era diffusa la convinzione che ciò avrebbe compromesso le prospettive di una riunificazione col PSI di Nenni. Saragat fu messo in minoranza dalla direzione del partito, sia pur per un solo voto e, successivamente, al gruppo parlamentare, ottenne 14 voti favorevoli alla NATO, ma con undici astenuti e un voto contrario.

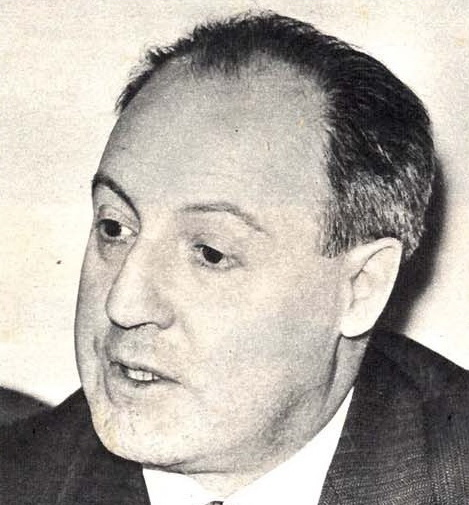
Giuseppe Saragat negli anni '50

Nel 1951 il PSLI, a seguito alla fusione con il Partito Socialista Unitario di Giuseppe Romita (uscito dal PSI nel 1949), si trasformò in Partito Socialista Democratico Italiano.
Nel 1952 tuttavia si aprì all'interno del nuovo partito un aspro dibattito sulla riforma in senso maggioritario del sistema elettorale italiano, voluta dal governo De Gasperi, del quale Saragat era vicepresidente. Il 12 dicembre 1952, nel corso della discussione parlamentare per l'approvazione della nuova legge elettorale maggioritaria (che poi sarà detta legge truffa), Piero Calamandrei, in contrasto con le direttive di Saragat, annunciò il voto contrario suo e di altri sette colleghi. Calamandrei e gli altri sette deputati furono sospesi dal gruppo parlamentare e poi uscirono dal partito per fondare Unità Popolare.
Il dissidio ideologico tra Nenni e Saragat ebbe fine all'indomani della pubblicazione del Rapporto segreto di Chruščёv, quando, nell'agosto 1956, i due si incontrarono nella località francese di Pralognan, nelle montagne della Savoia, per formulare una comune strategia tra i loro partiti, che preludeva alla riunificazione e alla formula politica del centro-sinistra.
Alle elezioni politiche del 1958 premiarono tale linea e, dalle urne, nacque il secondo Governo Fanfani, composto da DC e PSDI e con l'appoggio esterno dei repubblicani che, peraltro, pur denominato di "centrosinistra", vedeva il PSI ancora all'opposizione. Per l'avvento del primo governo "organico" di centrosinistra, invece, si dovette attendere il 4 dicembre 1963 (Governo Moro I), con Saragat ministro degli Esteri.
Lo statista piemontese fu confermato al ministero degli Esteri nel successivo Governo Moro II, che entrò in carica il 22 luglio 1964, all'indomani del presunto tentativo di colpo di Stato del generale De Lorenzo (Piano Solo). Dopo soli pochi giorni (7 agosto), Saragat e il presidente del Consiglio Aldo Moro ebbero un colloquio con il Presidente della Repubblica Antonio Segni al termine del quale il Capo dello Stato fu colpito da trombosi cerebrale. Nessuno dei presenti rilasciò mai dichiarazioni pubbliche sul contenuto del colloquio. Si è sempre ritenuto che Segni si sia sentito male durante una lite con i due membri del governo che gli chiedevano interventi risoluti contro il generale. Tuttavia, secondo la testimonianza del suo segretario particolare Costantino Belluscio, Saragat avrebbe confidato al medesimo che i tre stavano discutendo di un avvicendamento di diplomatici, ma senza accalorarsi particolarmente.
Al malore di Antonio Segni seguì l'accertamento della condizione d'impedimento temporaneo del Presidente della Repubblica; il Presidente del Senato Cesare Merzagora assunse le funzioni di Presidente supplente, sino alle dimissioni volontarie di Segni (dicembre 1964).

### Presidente della Repubblica

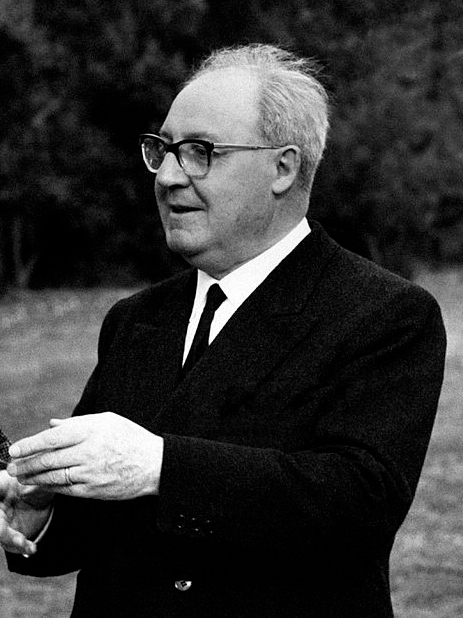
Giuseppe Saragat come presidente della Repubblica nel 1965

Durante l'elezioni del Presidente della Repubblica del 1962 Saragat è stato il candidato di bandiera del PSDI e, sino all'ultimo, l'avversario più temibile per Antonio Segni, visto che era riuscito a far confluire sul suo nome anche i voti del PSI (a partire dal secondo scrutinio) e poi quelli del PCI (dal terzo in poi), venendo tuttavia superato solo grazie all'appoggio determinante (in favore di Segni) dei voti di missini e monarchici..
Al primo turno delle elezione del Presidente della Repubblica del 1964, Saragat fu presentato come candidato comune del PSDI e PSI, mentre la DC e il PCI presentarono rispettivamente Giovanni Leone e Umberto Terracini. Emerse quasi subito, tuttavia, una candidatura alternativa per la DC, quella di Amintore Fanfani, che diventò progressivamente sempre più consistente..
Dopo sette turni infruttuosi, i due partiti socialisti, vista la temporanea impossibilità di una candidatura comune della maggioranza di centro-sinistra, decisero di astenersi. Al decimo scrutinio i socialisti del PSI cominciarono a votare per Pietro Nenni che, a partire dal 13º, divenne il candidato comune anche di PSDI e PCI; nel frattempo, Fanfani si ritirava dalla contesa.
Dopo quindici scrutini, si ritirò anche Leone e, al 18º, ci fu l'accordo tra democristiani e socialdemocratici per votare Saragat, mentre PCI e PSI continuavano a sostenere Nenni. Infine, dopo tre votazioni nelle quali i leader dei due partiti socialisti si erano affrontati in uno scontro quasi "fratricida", Nenni chiese ai parlamentari che lo supportavano di far confluire i propri voti a quelli dell'eterno "amico-rivale".
Così il 28 dicembre 1964 Saragat fu eletto presidente della Repubblica, al ventunesimo scrutinio, con 646 voti su 963 (67,1%), in quella che, sino ad allora, era stata l'elezione più contrastata alla massima carica dello Stato.
Durante il mandato, Saragat, apertamente atlantista, ebbe a scontrarsi con la politica pro-araba di Amintore Fanfani, che gli era succeduto come ministero degli esteri. Fanfani, preoccupato dall'esigenza di evitare che i paesi arabi cercassero protezione a Mosca, stava dando l'impressione di lavorare per l'uscita dell'Italia dall'Alleanza atlantica, soprattutto allo scoppio della Guerra dei sei giorni (1967), nella quale gli Stati Uniti d'America avevano assunto una posizione filo-israeliana e contraria al nazionalismo arabo. Ne risultò, in politica estera, una specie di diarchia che finì per essere neutralizzata solo dalla prudenza del Presidente del Consiglio Aldo Moro.

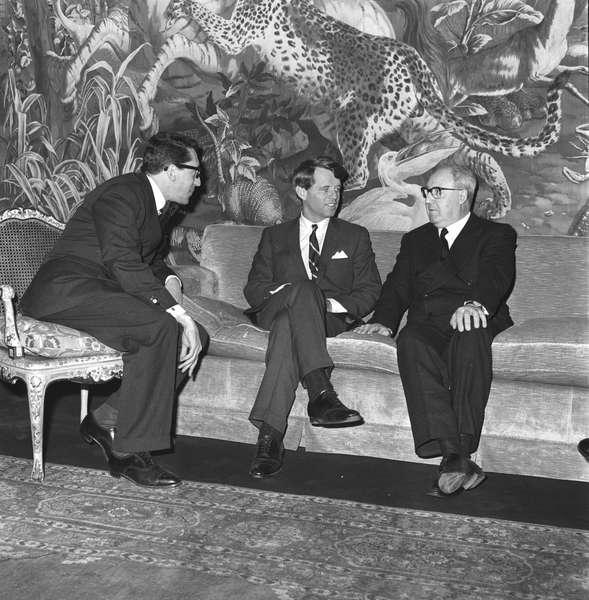
Saragat a colloquio con il senatore degli Stati Uniti Robert Kennedy

Per tranquillizzare gli Stati Uniti d'America, nel settembre 1967, fu organizzato un viaggio ufficiale del Presidente della Repubblica a Washington, nel quale Fanfani, che accompagnò Saragat, seppe rimanere dietro le quinte.
Nel 1966, da presidente della Repubblica, Saragat donò al Comune di Roma gran parte della spiaggia appartenente alla Tenuta presidenziale di Castelporziano, con il solo vincolo della destinazione a verde pubblico, ed essa divenne la spiaggia libera attrezzata più grande d'Europa, per una lunghezza di circa 2 km.
Nel frattempo, la politica di centro-sinistra e la Presidenza della Repubblica Saragat, favorirono la realizzazione di un annoso obiettivo: la riunificazione socialista.
Il 30 ottobre 1966 il PSI e il PSDI si riunificarono nel "PSI-PSDI Unificati" (soggetto noto con la denominazione Partito Socialista Unificato). La fusione fu proclamata davanti a 20-30.000 persone dalla Costituente socialista riunita al Palazzo dello Sport dell'EUR di Roma. Tale riunificazione, tuttavia, durò solo tre anni. Le elezioni politiche del 1968, infatti, risultarono una sconfitta per il Partito Socialista Unificato che, complessivamente, perse 29 seggi alla Camera.
Le correnti meno legate a Nenni del partito tornarono a reclamare una strategia volta a riassorbire i consensi perduti a sinistra, determinando una sempre maggior inquietudine tra gli ex-socialdemocratici. Nel luglio 1969 Nenni tentò di salvare l'unificazione, presentando una mozione "autonomista", appoggiata anche dalla componente "saragattiana" ma che fu sconfitta dalla linea più a sinistra di De Martino. Immediatamente si consumò una seconda scissione socialdemocratica.
Saragat fu assolutamente rispettoso della volontà del Parlamento: nel suo settennato, non rinviò mai un provvedimento alle Camere per riesame e conferì sempre l'incarico di formare il governo agli esponenti indicati dalla maggioranza parlamentare. Sembra che, per tale motivo, il tentativo di golpe orchestrato da Junio Valerio Borghese, per la notte tra il 7 e l'8 dicembre 1970, prevedesse la cattura e il suo rapimento, da effettuarsi a cura del maestro venerabile della Loggia P2, Licio Gelli.
Fu anche "candidato di bandiera" del partito socialdemocratico nei primi 15 scrutini delle successive elezioni presidenziali del 1971, che portarono al Quirinale Giovanni Leone.

### Ultimi anni e morte

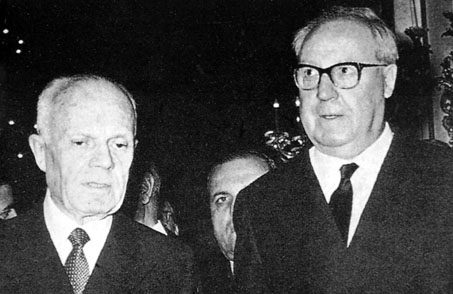
Saragat con il Presidente della Repubblica Sandro Pertini nel 1979

Terminato il suo mandato, divenne senatore a vita in quanto ex presidente della Repubblica Italiana ed ebbe anche l'occasione di ritornare alla guida del suo partito, di cui resse la carica di segretario tra marzo e ottobre del 1976.
Morì l'11 giugno 1988 a Roma. Il funerale venne eseguito con rito cattolico nella chiesa di Santa Chiara a Vigna Clara da Don Giovanni Battista Todescato, poi la bara venne trasportata a palazzo Madama; al passaggio del feretro in piazza Navona venne eseguita L'Internazionale. Le spoglie si trovano presso il cimitero del Verano.

## Vita privata
Era coniugato con Giuseppina Bollani, da cui ebbe due figli: Giovanni (1926-2007) ed Ernestina (1928). A quest'ultima affidò la cura del Quirinale, durante il suo settennato, e la volle al suo fianco anche nelle uscite ufficiali.
Secondo i giornalisti Ferruccio Pinotti e Roberto Fabiani, in gioventù aderì alla Massoneria. Stando alle testimonianze dell'epoca, abiurò questa appartenenza e si convertì negli anni '50 e'60 al cattolicesimo, divenendo così un cattolico praticante, soprattutto dopo la morte della moglie cattolica Giuseppina (1961) e la vicinanza di padre Virginio Rotondi. La sua conversione venne però smentita dallo stesso Saragat in un suo articolo pubblicato il 17 agosto 1961 sul Corriere della Sera.

## Pensiero politico
Socialista riformista, Saragat è considerato il padre della dottrina socialdemocratica italiana. Tuttavia, in luogo dell'aggettivo "socialdemocratico", egli preferiva usare, per descrivere sé stesso, la definizione di socialista democratico. Riformista, egli accettò l'adesione dell'Italia all'alleanza occidentale (fu favorevole al Piano Marshall e all'ingresso dell'Italia nella NATO); Saragat era convinto che la socialdemocrazia potesse essere politicamente un valore aggiunto e che avrebbe potuto avere una posizione elettoralmente egemonica, come del resto avveniva nei paesi del nord-Europa.

Saragat riceve la nazionale di calcio italiana come campione d'Europa nel 1968: da sinistra Gianni Rivera, Pierino Prati, Gigi Riva e Pietro Anastasi

## Onorificenze

### Onorificenze italiane
Nella sua qualità di Presidente della Repubblica italiana è stato, dal 29 dicembre 1964 al 29 dicembre 1971:
Personalmente è stato insignito di: